# Banesynsvidde
Banesynsvidde (ofte forkortet RVR for Runway Visual Range) er en værdi der oplyses til fly under indflyvning til landing på en lufthavn ved lav meteorologisk sigtbarhed. Til forskel fra sigtbarhed er banesynsvidden målt af optiske instrumenter placeret ved selve banen, og værdien kan aflæses på en skærm i kontroltårnet. Herfra videregives de til flyene over radio, og til vejrtjenesten, som laver en præcis vejrudsigt, kaldet METAR, med forholdene netop nu, som kan aflæses via computer.
Banesynsvidden er bestemmende for, om en anflyvning til den pågældende bane må påbegyndes. Hvis værdien er for lav, dvs. synsvidden nede ved banen er for ringe, må flyet enten vente til forholdene bedres eller finde en anden lufthavn. Med moderne landingssystemer som ILS er det dog sjældent, at landing slet ikke kan lade sig gøre på store veludstyrede lufthavne.
Sigtbarhedsmålerne, der måler banesynsvidden, er ofte placeret ved siden af landingsbanen ud for banens threshold – dér hvor flyene ideelt set sætter hjulene. Der står en sigtbarhedsmåler ud for hver baneende, da vindretningen bestemmer, hvilken ende indflyvningen sker i. Banen er jo flere kilometer lang og sigtbarheden i enderne behøver ikke at være den samme.